# Ernesto Franco
Ernerto Francisco Franco (Buenos Aires, 1 de febrero de 1929 – Buenos Aires, 24 de abril de 2021) fue un destacado bandoneonista, director de orquesta, compositor y arreglador argentino.

## Vida
Ernesto Franco nació el 1 de febrero de 1929 en el barrio de Caballito, Buenos Aires, y posteriormente vivió en Pompeya y Parque Patricios. Con una sólida formación musical, debutó a los 18 años en la orquesta dirigida por el violinista Elvino Vardaro.
En 1951 sustituyó a Leopoldo Federico en la orquesta de Osmar Maderna, permaneciendo hasta la trágica muerte del pianista el 28 de abril de ese año.
A comienzos de 1952 fue convocado por Roberto Caló, con quien grabó los instrumentales “Lorenzo” y “La cachila” y poco después el tango “Después que te perdí” (letra de Horacio Sanguinetti) con la voz de Alberto Santillán; también compuso junto a Osvaldo Tarantino “Sacale chispas”.
A principios de 1953 formó un cuarteto de bandoneones junto a Alfredo Marcucci, Atilio Corral y Julián Plaza. Ese mismo año se integró como primer bandoneón en la orquesta de Alfredo De Angelis, reemplazando a Edelmiro “Toto” Rodríguez, y permaneció hasta fines de 1957.
Tras un breve paso por la orquesta de Osvaldo Fresedo, en 1958 fue llamado por Juan D’Arienzo para cubrir el lugar dejado por Enrique Alessio; fue primer bandoneón de “El Rey del Compás” durante 17 años, hasta el 14 de enero de 1976, participando en 423 grabaciones y en las giras a Japón de 1968 y 1970 dirigidas por Juan Polito.

### Carrera independiente
Tras la disolución de la orquesta de D’Arienzo, Franco siguió activo en los principales escenarios porteños —La Viruta, El Viejo Almacén, Caño 14— y fundó la orquesta Los Reyes del Compás, con las voces de Roberto Echagüe y Alberto Cuello. En años recientes se destacó por sus presentaciones en Señor Tango.
Grabó discos de larga duración para los sellos RCA-Victor, Almalí y Tennessee, y compactos para Forever Music y Fonocal. Entre sus trabajos como compositor se cuentan “De primera clase”, “La biyarda”, “Siempre primero”, “El gran favorito”, “Despertar”, “En cada tango te llamo”, “Sólo tuya” y “Mi vida yo la reviento”.
El 18 de agosto de 2019, con motivo de haber cumplido 90 años el 1° de febrero, se presentó con su orquesta en el Auditorio de la Usina del Arte, junto a los bailarines Gloria y Eduardo Arquimbau.

### Fallecimiento
Ernesto Franco falleció el 24 de abril de 2021 a los 92 años. Fue el último de los fundadores de AADI y, hasta su deceso, se desempeñó como el bandoneonista de mayor edad en actividad.
En 2002, se estrenó el documental Ernesto Franco, Bandoneón y Compás, sobre la vida del músico.